# Preston County
Preston County är ett administrativt område i delstaten West Virginia, USA. År 2010 hade countyt 33 520 invånare. Den administrativa huvudorten (county seat) är Kingwood.

## Geografi
Enligt United States Census Bureau har countyt en total area på 1 687 km². 1 679 km² av den arean är land och 8 km² är vatten.

### Angränsande countyn
- Fayette County, Pennsylvania - nord
- Garrett County, Maryland - öst
- Grant County - sydost
- Tucker County - syd
- Barbour County - sydväst
- Taylor County - väst
- Monongalia County - nordväst